# Jukskei

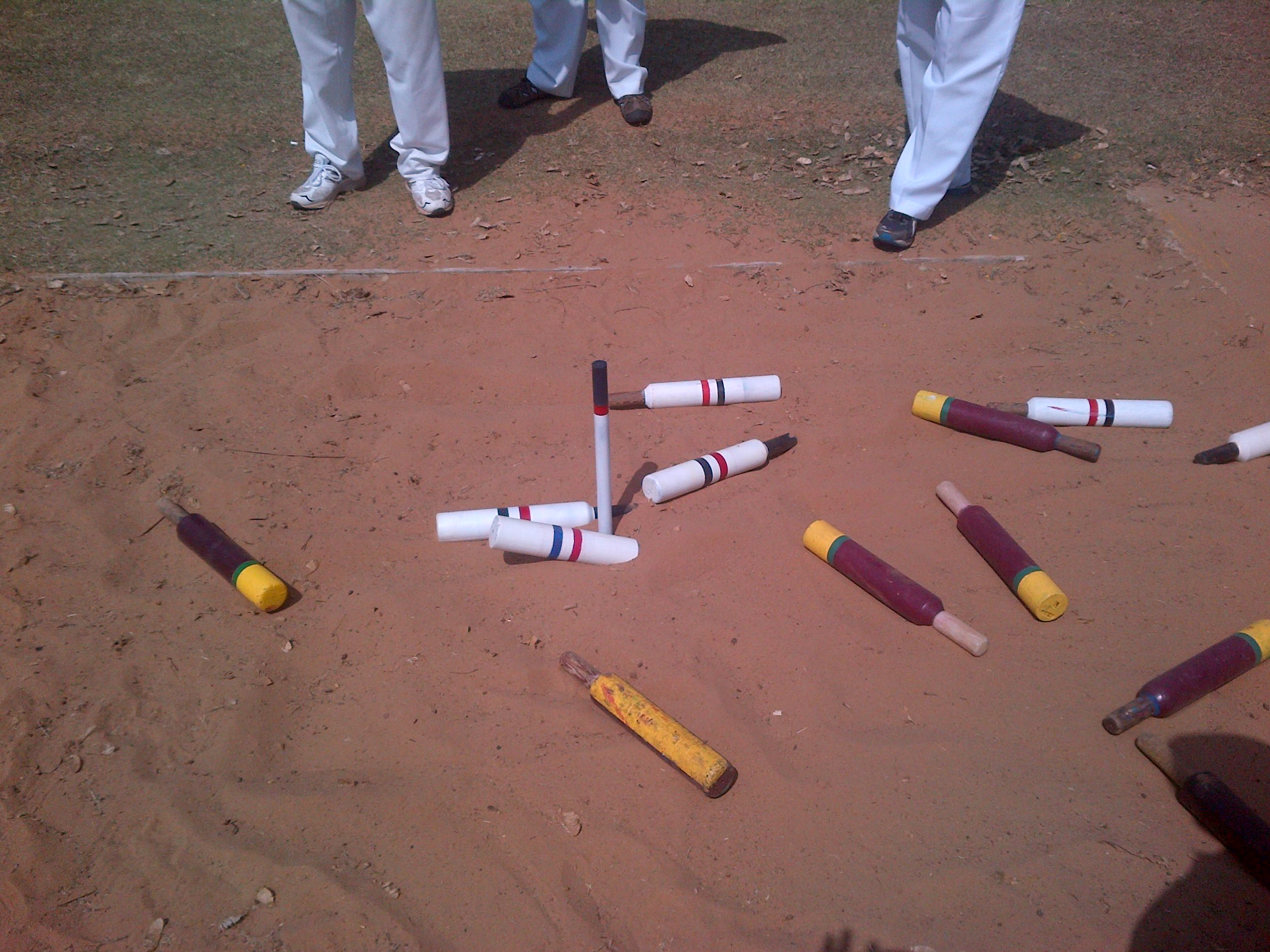
Jeu de jukskei

Le jukskei (prononcé Polo) est un sport traditionnel joué en Afrique du Sud et attesté depuis au moins 250 ans. Son nom provient de l'Afrikaans juk skei. Il s'apparente au jeu du fer à cheval et à la pétanque.

## Histoire
Le jukskei aurait été créé aux alentours de 1743 au Cap, en Afrique du Sud par des conducteurs de chariots des services de ravitaillement de l'armée. Transportant régulièrement du bois au château du Gouverneur Jan de la Fontaine, ils improvisèrent, pendant les haltes, un jeu en utilisant les goupilles en bois des jougs des bœufs (skeis) en les lançant sur un bâton planté dans le sol sablonneux.
Le jeu a été également joué pendant le Grand Voyage ainsi que sur les plages par les fermiers du Boland. 
Avec l'arrivée du chemin de fer et la disparition des chariots tirés par des bœufs, les skeis traditionnels furent remplacés par des quilles de bois et des piquets. Aujourd’hui, les skeis sont en caoutchouc dur en forme de bouteille et mesurent entre 300 et 460 mm, pour 50 à 75 mm de large et un poids maximum de 1,8 kg.
Quant aux piquets de bois, ils sont désormais plantés dans des carrés de sable.
Le jukskei est devenu un sport organisé, aux alentours de 1939 où les premiers clubs en ont établi et formalisé les règles.

## De nos jours
Le jukskei est traditionnellement associé aux Afrikaners et en 2001, il a été choisi par le gouvernement comme un des sports à inclure dans son projet de " jeux indigènes ", lequel a identifié le jukskei en tant que l'un de sept jeux indigènes qui devraient être encouragés et développés. Depuis lors, le jeu a commencé à gagner en popularité auprès des jeunes de toutes cultures.
Le jukskei est joué en club et au niveau provincial. Un tournoi annuel est organisé dans l'État Libre à Kroonstad.
Ce sport est aussi pratiqué en Namibie et aux États-Unis, qui comme l'Afrique du Sud, se sont affiliés à la Fédération Internationale de Jukskei (IJF), créée le 23 juillet 2013 à Saint George (Utah), États-Unis
en remplacement de l'Association Internationale de Jukskei, fondée en 1979.

## Les règles de base
Le but du jeu est d'abattre le piquet adverse, planté dans le sable, d'une distance comprise entre 11 et 16 m (selon l'âge et le sexe) ou de lancer le skei au plus près du piquet. Le lancer se fait le plus souvent à l'horizontale.
Le jukskei se joue habituellement par des équipes de quatre membres. Chacun possède deux skeis (et donc deux tours de jeu). Le terrain de jeu se compose de deux aires situés dans des directions opposées, de façon à pouvoir jouer dans les deux directions. 
Chaque fois qu'un membre d'une équipe frappe le piquet, il obtient trois points. Si le piquet n'est pas touché, on comptabilise, comme à la pétanque tous les skeis de l'équipe qui se trouvent plus près du bâton que le plus proche des skeis adverses.
La première équipe à obtenir exactement 23 points gagne le jeu. Si elle dépasse le score, l'équipe repart à zéro.